# Selaginella lepidophylla
La pianta della resurrezione, nota anche come falsa rosa di Gerico (Selaginella lepidophylla (Hook. & Grev.) Spring), è una specie di licopodiofita della famiglia delle Selaginellaceae, originaria del deserto di Chihuahua, che si estende tra gli Stati Uniti e il Messico.
Viene spesso confusa con Anastatica hierochuntica, detta invece Rosa di Gerico.

## Caratteristiche
La S. lepidophylla è una pianta che si è adattata a sopravvivere alle condizioni di prolungata siccità del suo ambiente naturale tramite un'interessante strategia fisiologica: anziché modificare il proprio metabolismo, cercare di trattenere acqua durante il giorno e assorbire quanta più umidità possibile durante la notte, lascia che i propri tessuti si secchino (per disidratazione) e induce durante tale processo dei meccanismi fisiologici di resistenza a percentuali di umidità molto basse (fino al 5%). Quando l'umidità del terreno e dell'aria torna a salire, anche dopo molto tempo da quando si è appassita, questa pianta è in grado di reidratarsi e recuperare perfettamente le proprie capacità fotosintetiche e di crescita. Piante di questo tipo sono state chiamate "piante della resurrezione" (ne esistono circa 330 specie conosciute in tutto il mondo e capaci di simili adattamenti). Non sempre però le piante della resurrezione riescono a "risorgere": nel caso della falsa rosa di Gerico, se la disidratazione è stata troppo rapida, o in caso di un'alternanza irregolare di condizioni di siccità e umidità, la pianta non ha il tempo di prepararsi a dovere a resistere allo stress idrico a cui è sottoposta. Allo stesso modo le capacità di seccarsi e riprendere a vivere possono scemare nel tempo e la pianta, dopo decine di volte in cui riesce ad alternare il disseccamento e la crescita vegetativa, muore.
La vera rosa di Gerico (Anastatica hierochuntica), invece, non è una pianta della resurrezione, bensì una pianta effimera che muore non appena inizia il periodo di siccità.

Quando una pianta di Selaginella appassita (ma non morta) viene reidratata, recupera progressivamente turgore e riacquista le capacità metaboliche e fotosintetizzanti che aveva prima di disidratarsi (i rami e le foglie si riaprono e rinverdiscono)